# Homalictus ostridorsum
Homalictus ostridorsum (лат.) — вид пчёл рода Homalictus из семейства Halictidae. Эндемик Фиджи, название которого происходит от сочетания латинских слов «ostrum» (пурпурный) и «dorsus» (верх) по признаку пурпурного скутеллюма.

## Распространение
Острова Океании: Фиджи (Viti Levu, Mt. Tomanivi). На высотах от 1200 м до 1328 м.

## Описание
Пчёлы мелкого размера (около 4 мм). От близких видов отличаются следующими признаками: надклипеальная область в основном тонко скульптирована (у обоих полов), у самцов скутум и скутеллюм в основном золотой, фиолетовый, синий или розовый. У самок скутум и скутеллюм пурпурный, с некоторыми оранжевыми и зелеными оттенками. Основная окраска золотисто-зеленоватая и чёрная. Голова и грудь покрыты волосками (опушение самок более плотное и длинное); длинные волоски на нижней стороне брюшка. Мандибулы могут быть простыми или двузубчатыми. Проподеум имеет слабый киль вдоль заднего спинного края. На задних голенях несколько шипиков. Когти всех исследованных образцов были расщеплены. Базальная жилка переднего крыла изогнутая. Язычок короткий. Ведут одиночный образ жизни. Гнездятся в почве.

## Классификация
Таксон впервые был описан в 2019 году в ходе ревизии рода, проведённой австралийскими энтомологами Джеймсом Дори, Майклом Шварцом и Марком Стивенсом (South Australian Museum, Аделаида, Австралия) по материалам из Фиджи. Пчёлы из трибы Halictini подсемейства Halictinae.